# Saarninen, Masko
Saarninen är en ö i Finland. Den ligger i Skärgårdshavet och i kommunerna Masko och Virmo i landskapet Egentliga Finland, i den sydvästra delen av landet. Ön ligger omkring 29 kilometer nordväst om Åbo och omkring 180 kilometer väster om Helsingfors.
Öns area är 14,2 hektar och dess största längd är 0,8 kilometer i nord-sydlig riktning. Ön höjer sig omkring 10 meter över havsytan.